# Ла Зуш, Джордж, 10-й барон Зуш из Харингуорта
Джордж ла Зуш (англ. George la Zouche; приблизительно 1526 — 19 июня 1569) — английский аристократ, 10-й барон Зуш из Харингуорта и 11-й барон Сент-Мор с 1552 года. De-jure считается также 11-м бароном Ловелом из Кэри. Сын Ричарда ла Зуша, 9-го барона Зуша, и Джоан Роджерс. Был женат на Маргарет Уэлби, в этом браке родился сын Эдуард, 11-й барон Зуш из Харингуорта и 12-й барон Сент-Мор.